# Il cavaliere del sogno
Il cavaliere del sogno è un film del 1947 diretto da Camillo Mastrocinque.
Conosciuto anche con il titolo L'elisir d'amore (come una delle più famose opere liriche di Gaetano Donizetti, della quale il film ne riprende le musiche), venne in seguito rieditato con il titolo L'inferno degli amanti (Cavaliere del sogno).

## Trama
Il film racconta, in maniera romanzata, un celebre episodio amoroso della vita del compositore bergamasco Gaetano Donizetti. Il sogno d'amore di Luisa di Cerchiara, damigella alla corte di Napoli e di Donizetti si avvera quando s'incontrano in un albergo di Engadina in montagna. Allora Donizetti era appena rimasto vedovo, mentre Luisa era sposata con un feldmaresciallo austriaco.

## Produzione
La pellicola rientra nel filone dei melodrammi sentimentali, comunemente detto strappalacrime, allora molto amato dal pubblico italiano (in seguito ribattezzato dalla critica con il termine neorealismo d'appendice).
Il film venne girato a Bergamo, nel Palazzo della Ragione e nel Teatro Gaetano Donizetti.

## Distribuzione
Il film venne distribuito nel circuito cinematografico italiano il 14 settembre del 1947. 

## Accoglienza
Il film introitò 98.000.000 di lire dell'epoca, risultando l'ottavo maggior incasso dell'anno in Italia.